# Guillem de Guimerà i d'Abella
Guillem de Guimerà i d'Abella, president de la Generalitat de Catalunya en el període 1376-1377, nomenat per les Corts de Montsó de 1376.
Fill de nobles, ingressà jove a l'Orde de l'Hospital de Sant Joan de Jerusalem on farà una carrera fulgurant. Es manifestà un magnífic gestor al front de la Castellania d'Amposta i del govern de la comanda de Villel, ambdues tasques encomanades per Sanç d'Aragó. S'enfrontà amb el rei Pere el Cerimoniós qui acaba per empresonar-ho, tot i que finalment es reconcilien fins al punt que Guillem de Guimerà col·laborarà amb el monarca en la campanya contra Jaume III de Mallorca al Rosselló. Les seves capacitats militars, de gestió i la bona sintonia amb el rei, el fan ser membre permanent de les Corts en representació del braç eclesiàstic.
El punt més alt de la carrera política es donà a les Corts de Montsó (1376), on Guimerà és nomenat President de la Diputació del General. Tot i la seva bona capacitat militar i de gestió, en aquest període se li retreu una poca clara gestió econòmica en favor de l'Orde de l'Hospital. Amb tot, la seva importància el va fer formar part de l'ambaixada que visità el papa Gregori XI.

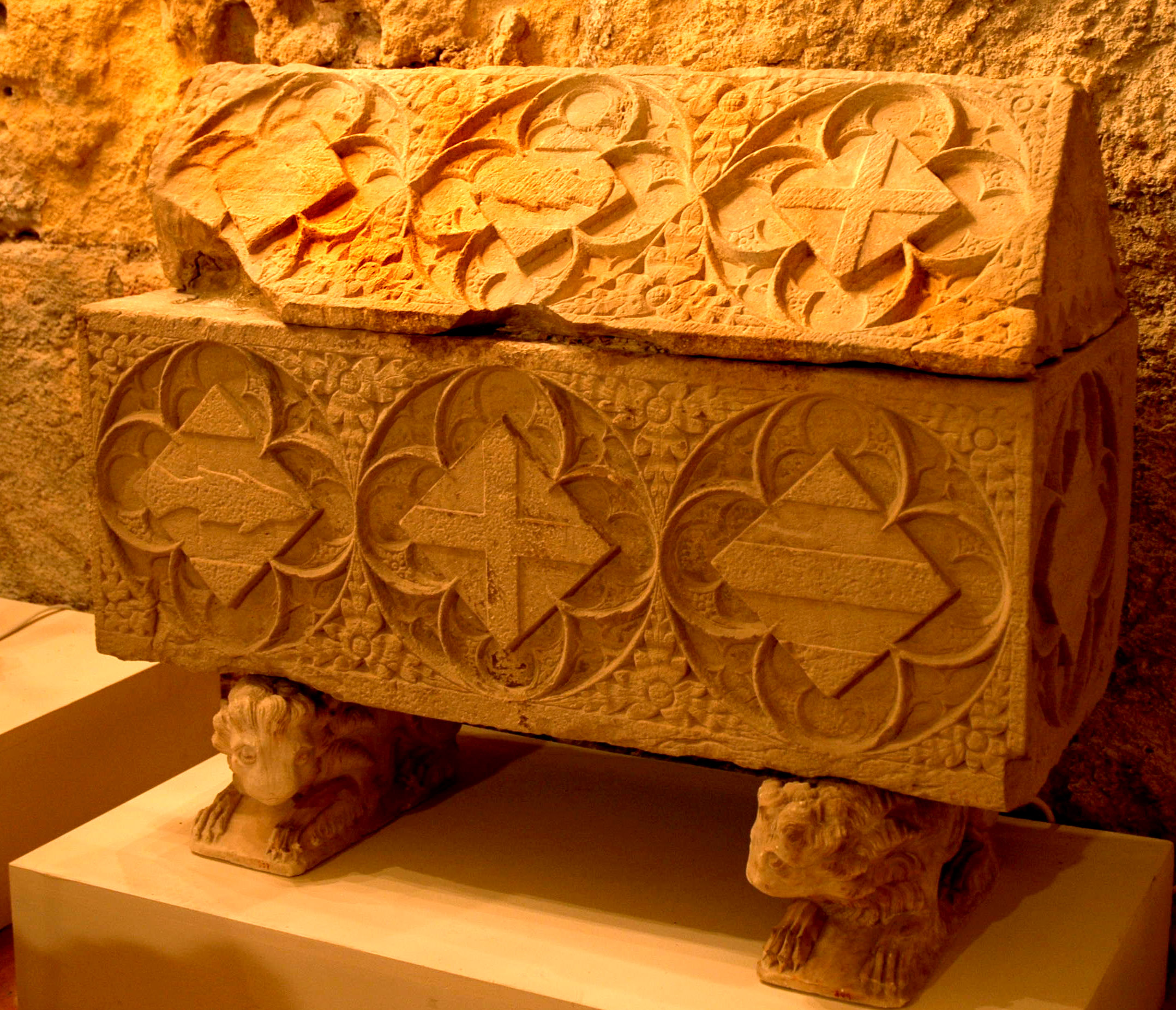
Castell de Barberà de la Conca, Ossera de fra Guillem de Guimerà (avui al Museu Diocesà de Tarragona)

A causa de les acusacions que rep, presenta la seva dimissió a les Corts de Barcelona (1377) i es concentrà en l'administració del regiment del gran priorat de Catalunya. En morir en 1396, es generà una disputa que duraria vint anys sobre el repartiment de la seva fortuna entre els seus familiars, creditors i l'Orde de l'Hospital.